# Periscepsia labradorensis
Periscepsia labradorensis är en tvåvingeart som först beskrevs av Brooks 1945.  Periscepsia labradorensis ingår i släktet Periscepsia och familjen parasitflugor.
Artens utbredningsområde är Labradorhalvön. Inga underarter finns listade i Catalogue of Life.